# Gauliga Köln-Aachen
De Gauliga Köln-Aachen was een voetbalcompetitie in nazi-Duitsland, opgericht in 1941 toen de Gauliga Mittelrhein om oorlogsredenen verder opgedeeld werd. Na drie seizoenen werd de Gauliga opgeheven.

## Erelijst
| Seizoen | Kampioen           | Vicekampioen |
| ------- | ------------------ | ------------ |
| 1941-42 | VfL Köln 1899      | VfR 04 Köln  |
| 1942-43 | Victoria 11 Köln   | VfR 04 Köln  |
| 1943-44 | KSG VfL/SpVgg Sülz | SG Düren 99  |

## Eeuwige ranglijst
| Club                           | /3 | Seizoenen (1941-1944) |
| ------------------------------ | -- | --------------------- |
| SG Düren 99                    | 3  | 1941-1944             |
| SV Victoria 1911 Köln          | 3  | 1941-1944             |
| Mülheimer SV 06                | 2  | 1941-1943             |
| VfR 1904 Köln                  | 2  | 1941-1943             |
| SpVgg Sülz 07                  | 2  | 1941-1943             |
| Bonner FV 01                   | 2  | 1941-1943             |
| VfL Köln 1899                  | 2  | 1941-1943             |
| TSV Alemannia Aachen           | 2  | 1942-1944             |
| SSV Vingst 05                  | 2  | 1942-1944             |
| SSV Troisdorf 05               | 1  | 1941-1942             |
| SV Rhenania Würselen           | 1  | 1941-1942             |
| KSG VfL 99/Sülz 07 Köln        | 1  | 1943-1944             |
| KSG VfR 04/Mülheimer Köln      | 1  | 1943-1944             |
| Kohlscheider BC                | 1  | 1943-1944             |
| Bayenthaler SV                 | 1  | 1943-1944             |
| KSG FV 01/Beuel/TuRa/Post Bonn | 1  | 1943-1944             |
| LSV Bonn                       | 1  | 1942-1943             |

1933/34 · 1934/35 · 1935/36 · 1936/37 · 1937/38 · 1938/39 · 1939/40 · 1940/41

Gauliga Köln-Aachen: 1941/42 · 1942/43 · 1943/44

Gauliga Moselland: 1941/42 · 1942/43 · 1943/44

Originele Gauliga's: Baden · Bayern · Berlin-Brandenburg · Hessen · Mitte · Mittelrhein · Niederrhein · Niedersachsen · Nordmark · Ostpreußen · Pommern · Sachsen · Schlesien · Südwest-Mainhessen · Westfalen · Württemberg

Gauliga's na 1939: Hamburg · Hessen-Nassau · Köln-Aachen · Kurhessen · Mecklenburg · Moselland · Niederschlesien · Oberschlesien · Osthannover · Schleswig-Holstein · Südhannover-Braunschweig · Weser-Ems · Westmark

Gauliga's in bezette gebieden: Böhmen und Mähren · Danzig-Westpreußen · Elsaß · Generalgouvernement · Sudetenland · Ostmark · Wartheland